# Lin Hsi-yao
Lin Hsi-yao (en chino: 林錫耀) (República de China, 25 de diciembre de 1961) es un político taiwanés y desde el 20 de mayo de 2016, vice primer ministro de la República de China.
Es miembro del Partido Democrático Progresista.
- Datos: Q8349604
- Multimedia: Lin Hsi-yao / Q8349604